# Скот Рудин
Скот Рудин (на английски: Scott Rudin) е американски филмов и театрален продуцент.
Роден е на 14 юли 1958 година в Болдуин край Ню Йорк в еврейско семейство. От ранна възраст започва да работи в театъра, а през 1980 година се установява в Лос Анджелис, където започва да продуцира телевизионни предавания и филми в киното, сред които „Шоуто на Труман“ („The Truman Show“, 1998), „Няма място за старите кучета“ („No Country for Old Men“, 2007), „Социалната мрежа“ („The Social Network“, 2010), „Гранд хотел „Будапеща“ („The Grand Budapest Hotel“, 2014).

## Избрана филмография
- „Откуп“ („Ransom“, 1996)
- „Шоуто на Труман“ („The Truman Show“, 1998)
- „Здрач“ („Twilight“, 1998)
- „Слийпи Холоу“ („Sleepy Hollow“, 1999)
- „Момчета-чудо“ („Wonder Boys“, 2000)
- „Кланът Тененбаум“ („The Royal Tenenbaums“, 2001)
- „Морски живот със Стив Зису“ („The Life Aquatic with Steve Zissou“, 2004)
- „Няма място за старите кучета“ („No Country for Old Men“, 2007)
- „Дарджийлинг ООД“ („The Darjeeling Limited“, 2007)
- „Усмивчица“ („Smiley Face“, 2007)
- „Пътят на промените“ („Revolutionary Road“, 2008)
- „Социалната мрежа“ („The Social Network“, 2010)
- „Непреклонните“ („True Grit“, 2010)
- „Ужасно силно и адски близо“ („Extremely Loud and Incredibly Close“, 2011)
- „Мъжете, които мразеха жените“ („The Girl with the Dragon Tattoo“, 2011)
- „В царството на пълнолунието“ („Moonrise Kingdom“, 2012)
- „Нюзрум“ („The Newsroom“, 2012 – 2014)
- „Истинският Люин Дейвис“ („Inside Llewyn Davis“, 2013)
- „Капитан Филипс“ („Captain Phillips“, 2013)
- „Гранд хотел „Будапеща“ („The Grand Budapest Hotel“, 2014)
- „Стив Джобс“ („Steve Jobs“, 2015)
- „Лейди Бърд“ („Lady Bird“, 2017)